# Jan Dostych
Jan Dostych (ur. 24 czerwca 1894 w Sokołowie Małopolskim, zm. 1 grudnia 1963 w Rzeszowie) – polski przedsiębiorca, burmistrz Sokołowa Małopolskiego, polityk, poseł na Sejm w II RP, kawaler Orderu Virtuti Militari.

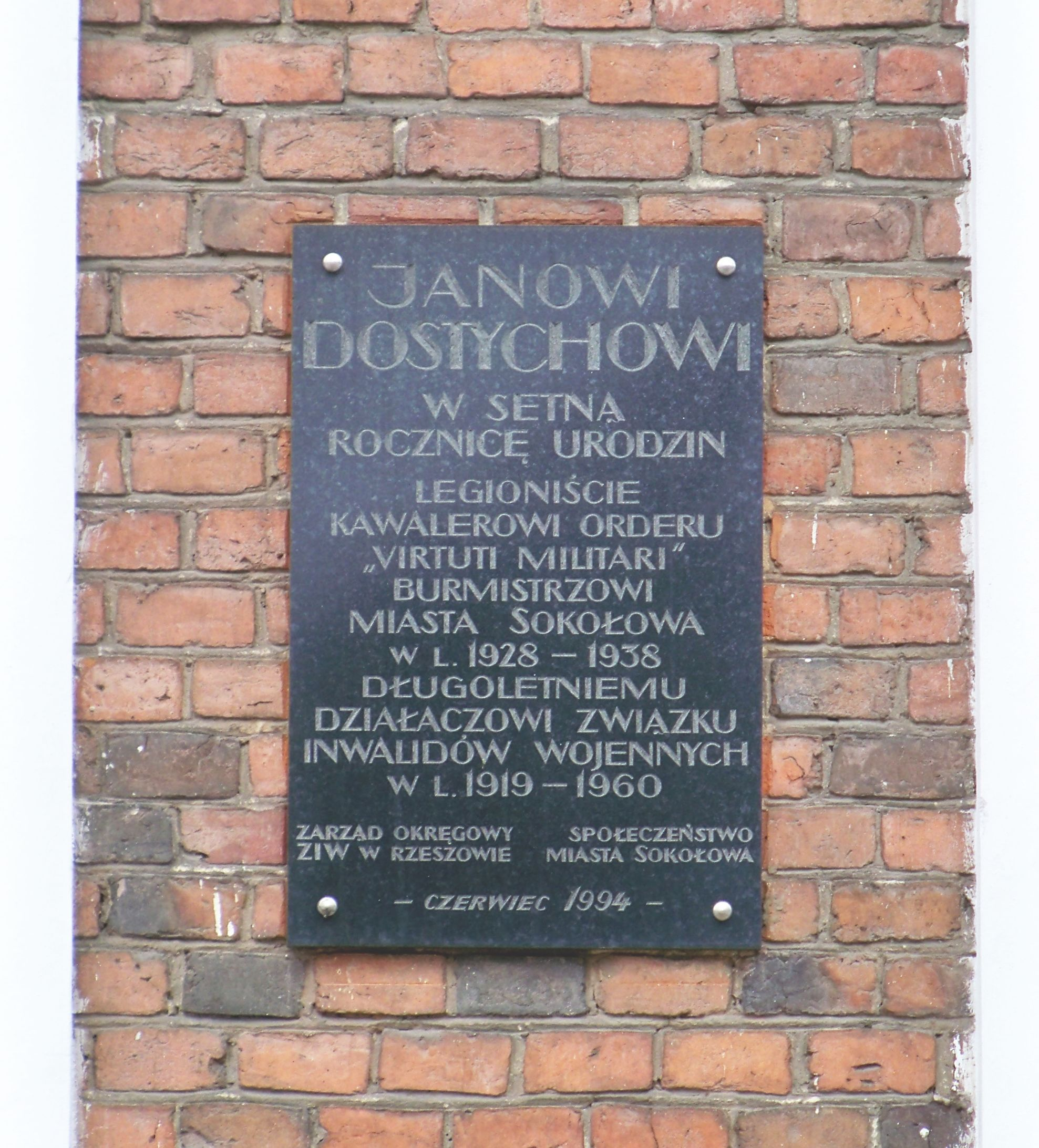
Tablica upamiętniająca Jana Dostycha w Sokołowie Małopolskim

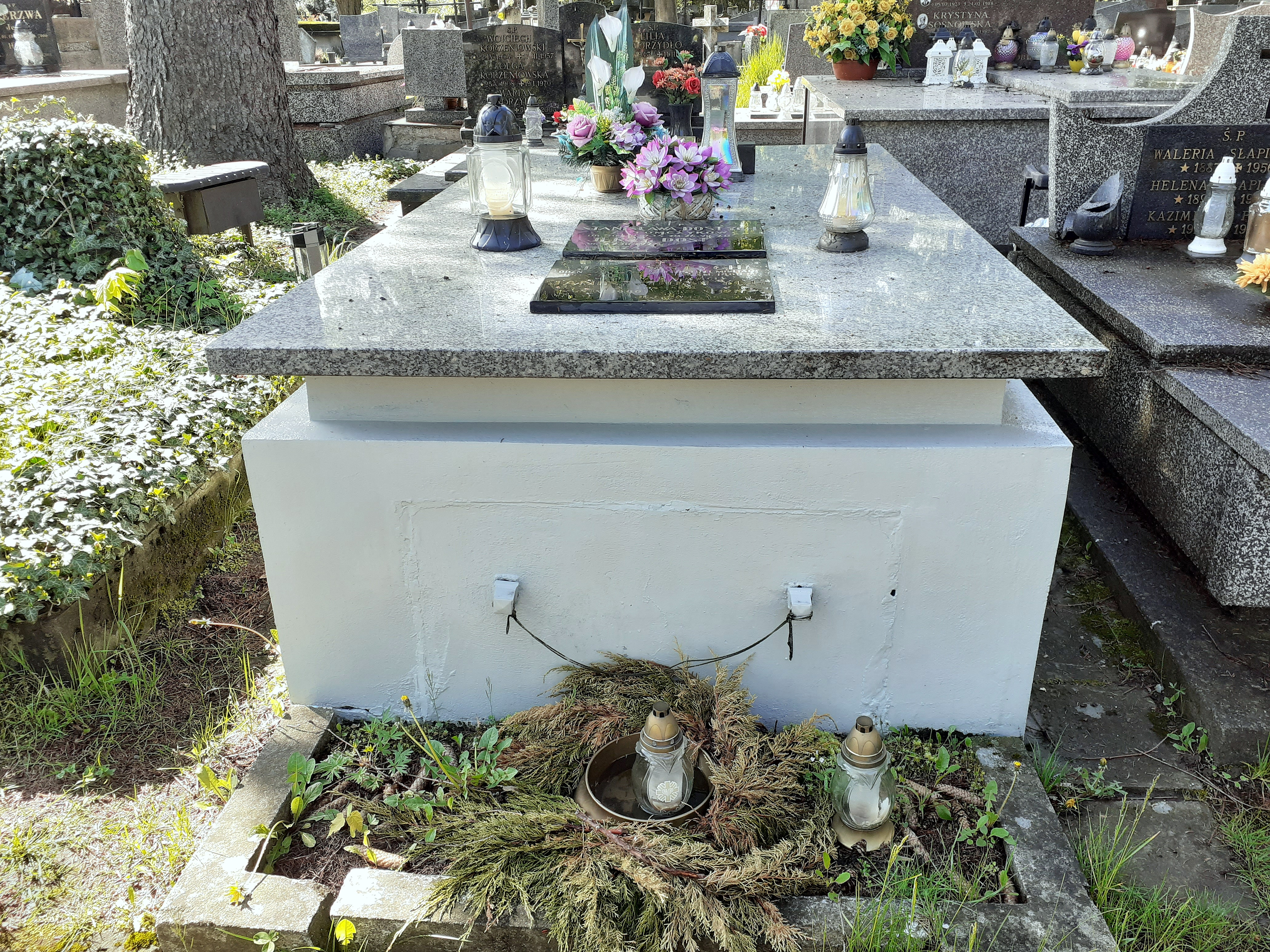
Grobowiec rodzinny Jana Dostycha

## Życiorys
Urodził się 24 czerwca 1894 w Sokołowie Małopolskim, w rodzinie mistrza szewskiego Ignacego i Marii z Orzuków. Ukończył I Gimnazjum w Rzeszowie i zdał maturę w 1914. W 1928 ukończył studia na wydziale prawa Uniwersytetu Jana Kazimierza we Lwowie.
Od 1912 do 1914 należał do Związku Strzeleckiego. W czasie I wojny światowej walczył jako kapral 1 Pułku Piechoty Legionów Polskich. Był ciężko ranny w bitwie pod Krzywopłotami, amputowano mu lewą nogę i został zwolniony w 1916 jako 75% inwalida.
W dwudziestoleciu międzywojennym prowadził hurtownię tytoniu w rodzinnym Sokołowie. Od 1928 był burmistrzem Sokołowa, przewodniczącym kółka rolniczego, prezesem oddziału Ligi Morskiej i Kolonialnej, prezesem LOPP, przewodniczącym oddziału Związku Strzeleckiego i „Sokoła”, członkiem Zarządu Okręgowego i Zarządu Głównego Związku Inwalidów Wojennych RP.
Był prezesem powiatowej organizacji BBWR i zarządu OZN w Sokołowie.
W 1935 został wybrany posłem na Sejm IV kadencji (1935–1938) 37 288 głosami z okręgu nr 78, obejmującego powiaty: powiat rzeszowski, powiat brzozowski i kolbuszowski. W czasie tej kadencji należał do Koła Rolników Sejmu i Senatu RP. Pracował w komisjach: komunikacji, skarbowej, zdrowia publicznego i opieki społecznej. W marcu 1936 został wybrany do specjalnej komisji budowlanej, był autorem projektu ustawy (uchwalonej przez obie izby) o zaopatrzeniu inwalidzkim. W czerwcu 1937 został członkiem zarządu okręgu rzeszowskiego Obozu Zjednoczenia Narodowego.
Po II wojnie światowej pracował jako kierownik kancelarii Zarządu Okręgowego Związku Inwalidów Wojennych w Rzeszowie.
Zmarł 1 grudnia 1963 w Rzeszowie. Został pochowany w grobowcu rodzinnym na cmentarzu komunalnym Pobitno (sektor XII-21-11).

## Ordery i odznaczenia
- Krzyż Srebrny Orderu Wojskowego Virtuti Militari nr 7250 – 17 maja 1922[5]
- Krzyż Niepodległości – 15 czerwca 1932 „za pracę w dziele odzyskania niepodległości”[6]
- Krzyż Oficerski Orderu Odrodzenia Polski
- Odznaka „Za wierną służbę”
- Srebrny Medal Waleczności 1 klasy – 10 listopada 1917[7]

## Życie prywatne
Ożenił się w 1924 z Janiną z Pasieków (1900–1968), z którą miał czworo dzieci: Irenę (ur. 1925), Jadwigę (ur. 1926), Jerzego (ur. 1928) i Helenę (ur. 1931).